# 閔純
閔 純（びん じゅん、生没年不詳）は、中国後漢時代末期の政治家。字は伯典。

## 正史の事跡
| 姓名         | 閔純       |
| 時代         | 後漢時代   |
| 生没年       | 不詳       |
| 字・別号     | 伯典（字） |
| 出身地       | 〔不詳〕   |
| 職官         | 冀州別駕   |
| 爵位・号等   | -          |
| 陣営・所属等 | 韓馥       |
| 家族・一族   | 〔不詳〕   |

韓馥配下の別駕。初平2年（191年）、韓馥が袁紹から冀州に入らせてほしいと打診された時、閔純は耿武・李歴・沮授と共にそれを拒否するよう諌めた。しかし韓馥は聞かず、袁紹を迎え入れてしまった。
袁紹が冀州入りして韓馥と面談した際には、他の同僚たちが韓馥を見捨てて逃げ去る中、耿武と共に韓馥の傍らで剣を構え、他の袁紹の兵士達が立ち入るのを拒んだ。これを見た袁紹は、後に密かに部下の田豊に指図し、耿武と閔純を暗殺させた。果たしてその後、袁紹に冀州を奪われた韓馥も、失意の内に自殺した。

## 物語中の閔純
小説『三国志演義』では、「関純」という名に改められて登場している。『演義』では、関純は史実のように袁紹迎え入れを諫止しておらず、袁紹迎え入れの使者になるよう、韓馥から命じられているだけである。それでも最後は、耿武と共に袁紹を暗殺しようと斬りかかったが、袁紹の傍らに控えていた文醜から返り討ちにされ果てている。